# Christian Keifferer

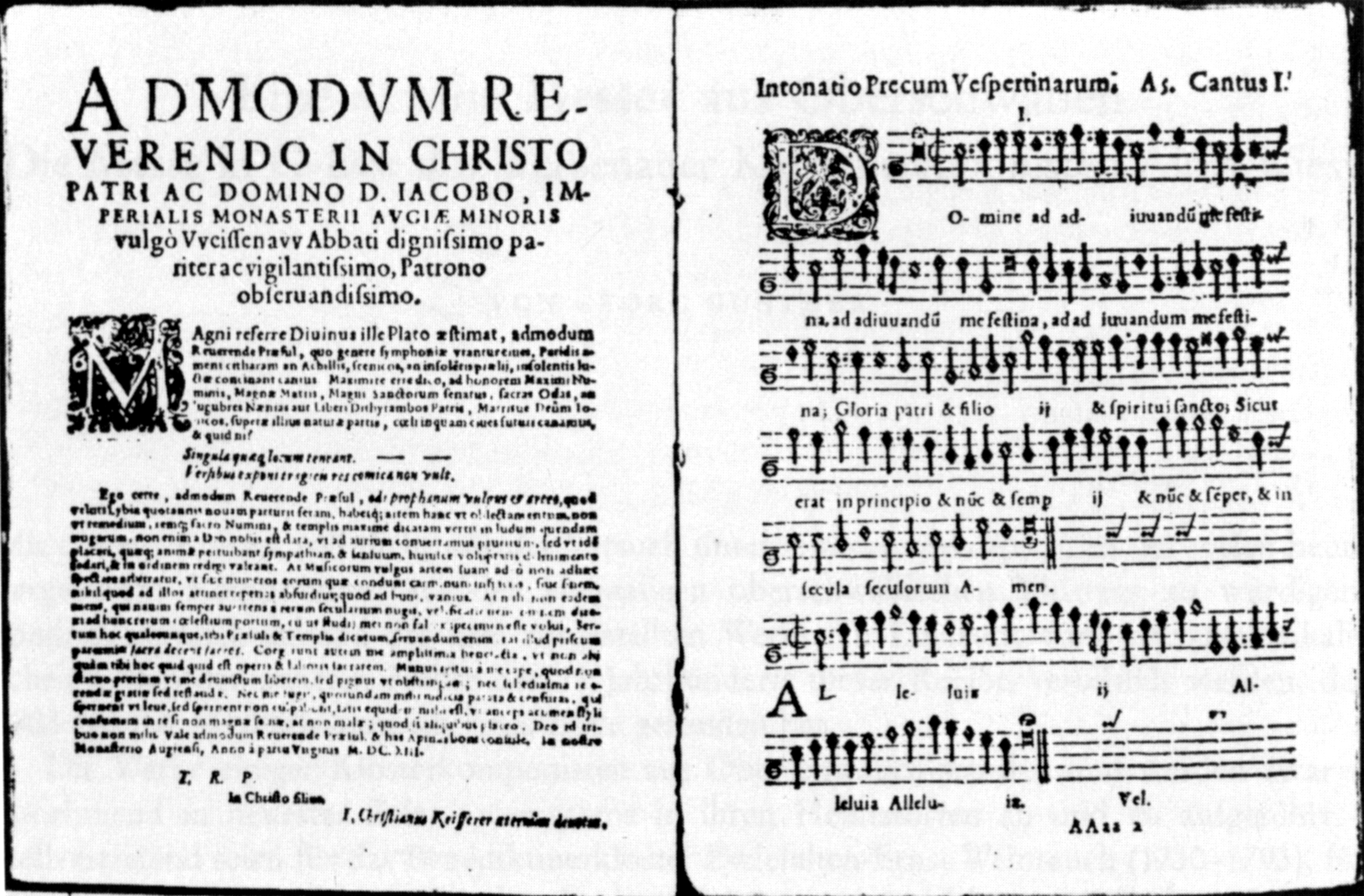
Stimmbuch für den Cantus I aus der Sammlung Sertum, mit Keifferers Vorwort

P. Christian Keifferer (* 1575 in Dillingen an der Donau; † 1635) war ein deutscher Organist und Komponist.
Um 1598 trat er als ins Prämonstratenserstift Weißenau  ein und wirkte dort als Organist und Komponist. Zwischen 1610 und 1618 veröffentlichte er mehrere geistliche Werke für drei bis acht Stimmen. Der Stil Keifferers ist von Italien beeinflusst, allerdings nicht von der damals modernen Oper, sondern von den strengeren Normen des Trienter Konzils.
1635 starb er an der Pest.